# 象龜
象龜在生物分類學上是陸龜科象龜屬的俗稱。象龜分佈于非洲到亞洲。

該屬下線僅有2個種：
- 印度星龜（Geochelone elegans）

- 緬甸星龜（Geochelone platynota）

绝种
- 特内里费巨龟（Geochelone burchardi）

- 大加那利巨龟（Geochelone vulcanica）

有很多個屬最近被從該屬移除，因為這個分類被認為是“多源的，其中至少有五個獨立的進化枝。” 這些被移出的屬包括：亞達伯拉象龜屬（Aldabrachelys）、馬島陸龜屬（Astrochelys）、南美象龜屬（Chelonoidis）、豹龜屬（Stigmochelys） 、Centrochelys屬中的蘇卡達陸龜，以及已滅絕的Colossochelys。

## 外部連結
- ARKive网的Chaco tortoise媒体资料
- Care tips